# Analogie
Analogie (řec. αναλογία, podobnost, přiměřenost, srovnání) je vztah dvou různých věcí, které se v něčem podobají a dají se tedy přirovnávat. O věcech obtížně uchopitelných se často uvažuje a usuzuje na základě analogie (podobnosti) s věcmi známými.

## Ve filosofii
Usuzování per analogiam neboli analogismus je logický postup, který argumentuje takto:
- A se podobá B
- B má vlastnost v
- je tedy pravděpodobné, že i A má vlastnost v.

Tento způsob uvažování i usuzování se vyskytuje už u Aristotela, u epikurejců jako prostředek usuzování o neznámém a u Boethia se nazývá "příklad" (exemplum).
Ve scholastické filosofii hraje důležitou roli tzv. analogia entis, uvažování na základě podobného bytí. Analogické uvažování má významné místo u F. Bacona, u D. Huma a u J. S. Milla.

## V literatuře
V rétorice a v literatuře porovnání, přirovnání, stylistický prostředek, který klade do vzájemného vztahu podobné struktury, přirovnává neznámé ke známému.
Tohoto prostředku se často používá v situaci, kdy se již známé informace užije k pochopení informace pro příjemce dosud nepřístupné nebo k pochopení vztahů či kontextu pojednávaného předmětu. Analogie je zároveň stylistickým prostředkem, užívaným pro zesílení či podporu argumentace.

## V biologii
V evoluční biologii je analogie (homoplázie) funkční a tvarová shoda orgánů nebo organismů, která je výsledkem konvergentní evoluce (sbíhavý vývoj) a liší se tedy původem svého vzniku. (např. křídla u obratlovců a hmyzu, komorové oko obratlovců a hlavonožců)

## Analogie při výkladu
Analogie mají mimořádný význam při výkladu nenázorných skutečností, například v elektrotechnice, ve fyzice, ve filosofii a v teologii. Vztahy Ohmova zákona se dají vysvětlit na analogii s vodovodním potrubím (proud, odpor a napětí = tlak), pro výklad atomu se používají mechanické analogie.